# لانس هاميلتون
لانس هاميلتون (5 أبريل 1973 في نيوزيلندا - ) (بالإنجليزية: Lance Hamilton)‏ هو لاعب كريكت نيوزلندي. شارك مع منتخب نيوزيلندا الوطني للكريكت.